# Ammodiscina
Ammodiscina es un suborden de foraminíferos del orden Astrorhizida que agrupa taxones tradicionalmente incluidos en el Suborden Textulariina o en el orden Textulariida. Su rango cronoestratigráfico abarca desde el Cámbrico hasta la Actualidad.

## Clasificación
Ammodiscina incluye a la siguiente superfamilia:
- Superfamilia Ammodiscoidea